# Comuna Dîcikî, Rohatîn
Dîcikî (în ucraineană Дички) este o comună în raionul Rohatîn, regiunea Ivano-Frankivsk, Ucraina, formată din satele Dîcikî (reședința) și Iahluș.

## Demografie
Componența lingvistică a comunei Dîcikî
     Ucraineană (100%)
Conform recensământului din 2001, toată populația comunei Dîcikî era vorbitoare de ucraineană (100%).